# Volsoc
Volsoc – amerykański projekt muzyczny Justina Maxwella i Jeana-Paula Bondyego.
Powstał on po serii wspólnych występów na południowo-kalifornijskiej scenie rave w okresie 1999–2000. Nazwa stanowi kombinację pseudonimów Volum oraz Stupid Octave Cat ("soc"). Pierwszym wspólnym nagraniem był utwór pt. JRUMN wydany w 2001 r. na kompilacji SCR.COMP.002. Początkowo planowana była współpraca z wydawnictwem Monotone, w ostateczności jednak Volsoc wydali pierwszą płytę nakładem niemieckiej World Electric. Owa debiutancka EP-ka pt. Compuphonic Intelligence zapewniła artystom międzynarodową popularność w środowiskach electro i breakbeatu. Pochodzące z niej, nieco electroclashowy Compuphonic Intelligence oraz minimalistyczny Shout Out okazały się jednymi z najpopularniejszych utworów electro okresu 2002–2003. To, jak i następne wydanie pt. The First Paper stały się wzorcowymi dla nurtu nu skool electro. W 2003 r. duet zaprzestał działalności z powodu wyjazdu Bondyego do Berlina i przeniesienia się Maxwella do San Francisco.

## Dyskografia
- 2002 - Compuphonic Intelligence (World Electric)
- 2002 - The First Paper (Noodles Institute of Technology)
- 2004 - Compuphonic Mutations (World Electric)
- 2005 - Here Come Volsoc (World Electric)
- 2007 - Final Transmission From Deepest Space (Spacebar Sentiments)